# Мери Богиа
Мери Богиа (на английски: Mary Boggia) е американска писателка на произведения в жанра романтичен трилър. Пише под псевдонима Мери Лий Фалкън (на английски: Mary Lee Falcon).

## Биография и творчество
Мери Линда Богиа е родена в Каликун, щат Ню Йорк, САЩ. Израства в Бъфало и Сиракуза. От малка е запален читател. Завършва през 1958 г. Централната гимназия на Делауер, където подтикната да пише от учителя си по английски език. След гимназията изучава изследване на туморни заболявания в „Розуел Парк Клиник“ в Бъфало. След техническото обучение работи като лабораторен техник в Медицинския център в северната част на щата, специализирайки в областта на хематологията. През 1965 г. се премества с майка си в Тули, щат Ню Йорк.
Заедно с работата си опитва да пише романи. През 1966 г. е публикуван романтичен ѝ трилър в готически стил The Dungeon (Тъмницата).

## Произведения

### Самостоятелни романи
- The Dungeon (1966) – издадена и като „Ljud I Natten“ и „Die Graue Burg im Wolfsee“
Сватба край вълчето езеро, изд. „Атика“ (1992), прев. Маргарита Дилова

### Разкази
- Retaliation (1975) – в списание „Mike Shayne Mystery“